# 珠光蛇
珠光蛇（学名：Blythia reticulata）为游蛇科珠光蛇属的爬行动物。分布于印度、缅甸以及中国大陆的西藏等地，一般生活于浅山区。该物种的模式产地在印度阿萨姆。

## 保护
本种于2023年被收录入《有重要生态、科学、社会价值的陆生野生动物名录》。